# Protohadros
Protohadros (Protohadros byrdi) – roślinożerny dinozaur z nadrodziny hadrozauroidów (Hadrosauroidea); jego nazwa znaczy "pierwszy hadrozaur".
Żył w późnej kredzie (ok. 100-94 mln lat temu) na terenach Ameryki Północnej. Długość ciała ok. 5-6 m, wysokość ok. 1,8-2 m, masa ok. 500 kg. Jego szczątki znaleziono w USA (w stanie Teksas).